# 森日向子
森 日向子（もり ひなこ、別名；朝比奈えみり　2000年〈平成12年〉9月9日 - ）は、日本のAV女優。NAXプロモーション所属。

## 略歴
2020年6月、SODクリエイト「KMHR(キミホレ)」レーベルから専属女優としてデビュー（3作出演した後は企画単体女優として活動している。）。2020年6月、講談社・ミスiD2021にエントリーし、セミファイナリストに選出。
2022年12月5日週FANZA動画フロアランキングにおいて、出演した『もはや神袋！かぐや姫Ptの人気作品厳選したからとりあえずこれ買っとけば間違いなしコレクション32時間』（かぐや姫Pt/妄想族）が1位を記録。
2023年5月11日、日向陽葵とのツーマンライブ『月で逢いましょう vol.71 ニューカマースペシャル 日向唄』を東京・三軒茶屋グレープフルーツムーンにて開催。
2023年7月3日週FANZA動画フロアランキングにて、2022年12月に発売された出演アンソロジー作品『【福袋】S-Cute 可愛い子だけ15作品をノーカット収録38時間!』が1位を記録。8月7日週FANZA動画フロアランキングにて、同作品が3位再浮上。
2024年1月29日週FANZA通販フロアランキングにて『僕の可愛い彼女は地雷系女子◆□ 森日向子』（マキシング）が初登場6位を記録。
同年2月12週FANZA通販フロアランキングにおいて、出演した『MOODYZファン感謝祭 バコバコバスツアー2024 AV男優発掘＆育成スペシャル!! AV男優を目指す素人16名とAV女優16名の1泊2日大乱交ツアー!』が初登場1位となった。
2024年4月22週FANZA通販フロアランキングにおいて『唾液ダラダラのとろけるベロキスと寸止め焦らし射精コントロール 森日向子』が7位ランクイン。
FANZA動画フロア2024年4月度月間AV女優ランキング5位。FANZA動画フロア2024年5月度月間AV女優ランキングでは9位ランクイン。FANZA動画フロア2024年6月度月間AV女優ランキングで4位ランクイン。FANZA動画フロア2024年7月度月間AV女優ランキングでは7位ランクイン。

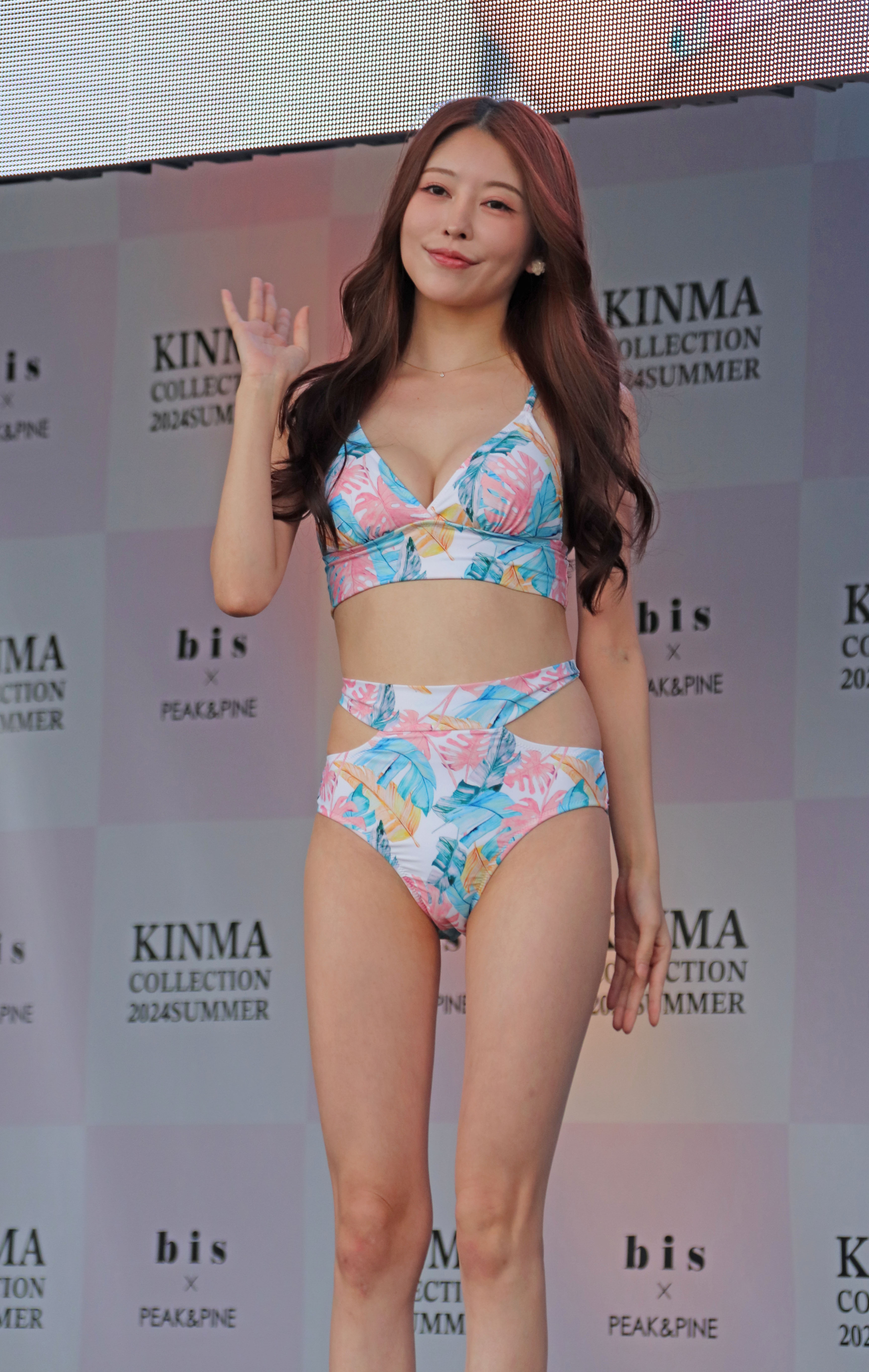
近代麻雀水着祭（2024年9月撮影）

2024年9月6日、倉本すみれ、美園和花、大槻ひびき、橘メアリー、波多野結衣、吉根ゆりあ、乙アリス、木下ひまり、月野江すいと共にFANZA / HHHグループ『トリプルハッピーキャンペーン2024』のキャンペーンガールに就任。同月にはグラビアアイドルらが出演する近代麻雀水着祭に初出演し、ランウェイを歩いた。
2024年10月9日、三宮つばきとのツーマンライブ『月で逢いましょう vol.105』を東京・三軒茶屋グレープフルーツムーンにて開催。同年12月には映画『みゆきの結婚』で初主演。
FANZA動画フロア2025年1月度月間AV女優ランキングで10位となる。2月度月間女優ランキングでは9位ランクアップ。
2025年4月、MOODYZ専属となった。
2025年6月9日週FANZA動画フロアランキングにて2024年発売の『1000分OVERノーカットBEST また今日も、新しいキミに恋をする。』（KMP VR）が7位上昇。同年7月度FANZA動画フロア月間AV女優ランキングでは8位を記録。

## 人物
三重県出身。ミスiD2021の自己紹介ページで、美容系の専門学校に通っていると答えており、専属時のKMHRのプロフィールでも美容専門学校に通っていると紹介されている。インタビューで、初体験は18歳と答えている。愛称は「モリヒナ」。
AV女優になったきっかけは、もともと可愛い女性が好きで小倉由菜の大ファンであり憧れであること、可愛い女性がAV女優をやっていることなどから、AVに興味を持ち観るようになり、AV女優に憧れるようになったためとしている。今後の目標は、自身がAV女優に憧れていたので、男性にはもちろんのこと、女性にも可愛いと思われる、憧られるようなAV女優になりたいとしている。TwitterをはじめとするSNSで、積極的に情報発信している。
趣味は、メイク、アイドルの応援。好きな食べ物は、いちご、焼き肉、ラーメン。中学校時代吹奏楽部に入っており、サックスが特技。好きな映画は『おんなのこきらい』、好きな本は『パラレルワールド・ラブストーリー』。
明るい性格から『凄テクを我慢できれば生★中出しSEX!』シリーズでは「病んだことのないテキーラガール」の異名で呼ばれていた。

## 作品

### アダルトビデオ
- 私のちっぱい大きくなりますか?小さな胸(Aカップ)がコンプレックスなオルチャン系19才 AV debut 森日向子（6月25日、KMHR）
- ちっぱいオルチャン系女子が巨大肉棒で見せたギャップありすぎ衝撃連続絶頂 森日向子（8月13日、KMHR）
- 敏感ちっぱい(Aカップ)を大きくしたくて妊娠覚悟の人生初中出し 森日向子（9月10日、KMHR）
- 姑が心底ムカつきます。仕返したい若妻の名案。 「義父の股間を好き放題イジめて良いですか?」 森日向子（10月25日、ダスッ!）
- 近くに親がいるにもかかわらず親戚の僕を誘惑して脳乱させてくる好奇心旺盛なエチエチ姪っ子（11月6日、DOC）
- 【個人撮影/超お宝映像】ネットで出会ったアホみたいに乳首でイキまくるド貧乳ノーブラ家出炉利っこを自宅に泊めた件（仮）（11月12日、First Star）
- あしなが制服ギャルが超絶美脚で挟んで犯してアゲル 木下ひまり 森日向子（11月13日、ムーディーズ）
- 今時パパ活J○が意外にもピュアすぎて思わず性欲大暴走 精子が枯れるるまでヤリたい放題ハメまくり!日向子（11月16日、MILK）
- 街中でイキすぎちゃって…J○固定リモバイとびっこ散歩!（11月20日、DOC）
- 完ナマSTYLE@ひなこ #170cm美脚OL #不動産系勤務 #自ら生希望 #ゴムは絶対NG #生OL円光 #パンスト脱がさず 森日向子（11月27日、First Star）
- 現役キャビンアテンダントの皆さん!童貞君の筆おろし『おもてなし』してくれませんか?素股という言葉を知らない別世界の住人に包茎ち○ぽ擦りつけてそのままヌルンッ!屈辱メス堕ちした空の女神にドピュドピュ生中出し!極上美人CA厳選スペシャル（11月27日、赤面女子）
- ちんぐり返し小悪魔痴女っこ炉利たん ひなこ 「男に恥ずかしい格好させると興奮するのだ」（12月1日、キチックス/妄想族）
- 素人ナンパ GET!! No.218 渚のTOKYOバケーション ビキニ編（12月7日、桃太郎映像出版）
- 思春期のノーブラちっぱい妹は無防備に挑発する 森日向子 18歳（12月8日、ケー・ドライブ）
- 羞恥男女が体の違いを全裸になって学習する質の高い授業を実践する共学高校の保健体育5（12月10日、サディスティックヴィレッジ）
- 羞恥!彼氏連れ素人娘をマシンバイブでこっそり攻めまくれ!19素人VSマシンバイブ 激安居酒屋にマジックミラー特設スタジオを設置クリスマス撮って出しスペシャル!編 実況ナマ中継!聖夜クリスマス!（12月10日、サディスティックヴィレッジ）
- #首都圏発 ひなこ(20歳・エステティシャン)（12月11日、S級素人）
- STRAWBERRY PUSSY MORI HINAKO 森日向子（12月13日、バルタン）
- 120%リアルガチ軟派伝説 vol.91 中に出したり飲ませたり、京美人に我らのDNAを注入!!（12月18日、プレステージ）
- 「先生〜大好き〜♥」#文○科○省ごめんなさいw #J○&教師の放課後生パコ倶楽部（12月18日、DOC）
- 顔出し解禁!!マジックミラー便 一流百貨店に勤務する清楚で品格漂う美容部員さん 初めての公開ディープキス編 vol.02 8人全員SEXスペシャル in 銀座&日本橋!!潤んだ口唇の美容部員さんが舌を激しく絡め合わせる濃厚接吻に思わずオマ○コ本気濡れ!仕事中にもかかわらずキスまみれのデカチンSEX!!…（12月19日、ディープス）
- 羞恥 ある日突然男女社員混合 強制OL健康診断2020 スペシャル 2枚組（12月24日、サディスティックヴィレッジ）
- 誘惑ちん舐め顔〜勃起したちんちんを見てると咥えたくなるフェラチオ好き女子たちの貪欲な口奉仕〜（12月25日、SEX Agent/妄想族）
- カワイイ女子○生とエッチするために僕は教師になったんだ! 9（12月24日、SWITCH）

- モデルをやってる友達の激カワ美人姉のポージングを見た僕は興奮して即ズボ!からの中出し!嫌がりつつも徐々にSEXの快感に堕ちてしまったモデル姉は自ら腰を振ってイキまくるので更に追撃連続中出し!!（1月1日、DOC）
- 洗脳ドリル ランジェリーオフィス編（1月8日、SENZ）
- 新 田舎のお嬢様学校の女子○生をさらってレイプ、射精直前に「お前より可愛い娘を今すぐ電話で呼ばないと中出しするぞ」と脅して友達を連れてこさせてその娘もレイプ、そして結局全員にナマ中出し!7 新作撮り下ろし4人＋過去5タイトルの作品集44人!（1月8日、サディスティックヴィレッジ）※新作パートに出演
- J○のスレンダーいもうとに中出し 森日向子（1月12日、ケー・ドライブ）
- ガチナンパ! 清楚系女子が初イキしちゃったら止まらない自ら腰振り無限絶頂! 129イキ!14発射!（1月15日、ピーターズ）
- ネットで見つけたエロ動画のオンナはお隣の美人妻だった…弱みに付け込まれメス堕ち覚醒（1月19日、ABC/妄想族）
- 変態オッサンのパコ活動画 ひなたん（1月19日、チキチキカマー/妄想族）
- MOON FORCE CHEERSぱこぱこしろうとコレクション。 vol.7（1月22日、DOC）
- 「私、実はドMなんです…」普段はカリスマ美容師だけど本当はチ○ポに支配されたいマゾ牝肉便器 あおい（1月25日、あんず/妄想族）
- 一般男女モニタリングAV またがり腰振りヌキまくり!!大手航空会社勤務のキャビンアテンダントがズラ〜ッと横に並んだチ○ポ10本をガニ股騎乗位で連続即ヌキに大挑戦! 2 フル勃起チ○ポを生ハメ騎乗位で次から次へと射精させザーメンで溢れるほどに満たされたオマ○コは絶頂が止まらない!!（2月7日、ディープス）
- セックスよりも気持ちいい 高○生の初めての口内射精 フェラチオ優等生11人 第3巻（2月7日、桃太郎映像出版）
- 貴方のダメ旦那 私が寝取って別れさせます ハメるの大好き3つ星エージェント 森日向子（2月13日、ダスッ!）
- 禁断の妊娠OK中出しバイト 白石アイリ（2月25日、豊彦）
- ミニスカTバック女子校生3（3月12日、BAZOOKA）
- ささやき淫語で男性を確実に昇天させる絶品中出しチャイナエステ3（3月12日、BAZOOKA）
- 神アプリで知り合ったエロカワ現役女子大生に生中出し04（3月12日、宇宙企画）
- ママ友喰い ループ vol.1 日向子（3月19日、HALENTINO/妄想族）
- 親父の再婚相手の連れ子がオルチャン系ファッションのギャル妹! 森日向子（3月20日、STAR PARADISE）
- 年上の兄が大好きな2人の妹は、兄が好きすぎて兄の全身を『舐めまわし誘惑』し、我慢できなくなった兄とイチャラブ3P生ハメセックス!（3月25日、ひよこ）
- エロ偏差値70越え美少女のSEX 森日向子（4月1日、S-Cute）
- ウー●ー●ーツ美女配達員ガチナンパ!フッ軽だと尻軽!?なイマドキ女子を口説いてホテルでイートイン!からの生ハメ絶頂SEXデリバリー!（4月2日、DOC）
- 素人コスプレイヤーを媚薬バイブでアクメ強姦!12（4月9日、Z-MEN）
- 通電ショック洗脳実験【「パブロフの犬」を活用したマインドコントロール方法】女子高生に度重なる電気ショックでトラウマを植え付け超肉奴隷化。 - 森日向子（4月19日、ドグマ）
- 美大生がデッサン中にセンズリ鑑賞!（4月20日、STAR PARADISE）
- 先生、放課後わたしとSEXしませんか。 森日向子（4月22日、MILK）
- 女子大生デリヘル呼んだらやって来たのは幼馴染み!「先っぽだけだから…」挿れた瞬間奥まで挿入!駅弁!中出し!種付けプレス!俺のち○この虜にしてやった!（4月25日、クリスタル映像）
- 絶対バレずに時間停止5 森日向子（5月1日、FS.KnightsVisual）
- 妄想アイテム究極進化シリーズ 存在が消える薬『アウトオブ眼中』（5月7日、ROCKET）
- パンティ越しのマン土手で窒息しそうな顔騎責め（5月7日、アロマ企画）
- 愛する彼女がゴリゴリ体育会系のパワハラ上司に寝取られた話 森日向子（5月7日、かぐや姫Pt/妄想族）
- ＃飲み友募集【検証】マッチングアプリで知り合った女の子をお持ち帰りできるのか？Episode3 feat.FALENOTUBE（2021年5月7日、FALENO TUBE）
- 純粋無垢な少女10人!完全撮り卸230分 お風呂で癒しのち●ぽ洗いフェラチオ射精（5月13日、無垢）
- オシャレにもセックスにも敏感なキラキラ女子○生の危険すぎる裏バイト3（5月13日、宇宙企画）
- 鮮光戦隊サイリュウジャー 〜サイリュウグリーン変身不能地獄! 〜 森日向子（5月14日、GIGA）
- おマ○コの中で蠢くローターの振動をボクのチ○ポに伝えるパンティ素股（5月19日、アロマ企画）
- ブラコンの姉に無限イキ地獄を味合わされたボク…。極度のブラコンの姉にベタベタされるのが嫌になったボクは勇気を振り絞って拒否したら姉が…（5月19日、Hunter）
- 最終電車で痴女とまさかの2人きり!向かいの座席でパンチラしてくるホロ酔い美脚女の誘惑で勃起したらヤられたVOL.3（5月20日、DANDY）
- 妹のオナニーを目撃してしまった…（5月20日、STAR PARADISE）
- 羞恥 生徒同士が男女とも全裸献体になって実技指導を行う質の高い授業を実践する看護学校実習2021（5月20日、サディスティックヴィレッジ）
- 姉の彼氏をねっとりベロチュウで誘惑 あざとい甘えん坊キス魔 森日向子（5月27日、MILK）
- だれとでも定額挿れ放題!3 月々定額料金さえ支払えば、校内の女子生徒や女教師でも誰でも挿れ放題!（6月7日、Hunter）
- 俺専用パンチラドール 日向子（6月10日、フェチ眼）
- 可愛すぎる会社の部下と相部屋ラブホテルで朝から晩まで、不倫SEXに明け暮れた飲み会終わりの一夜。森日向子（6月13日、宇宙企画）
- 美脚ルーズソックスGAL制服美少女 Vol.003（6月13日、BAZOOKA）
- ビッグパーカーを部屋着にしている兄妹のギャルは自宅だからとパーカーの下はノーブラノーパンとメチャ無防備!!我慢できなくなった僕は欲望のままに禁断の近親相姦生中出しSEXをしてしまう!!2（6月13日、SCOOP）
- ゴスロリの腿こき（6月19日、アロマ企画）
- 「あんなに激しいエッチしたのに昨日のこと覚えてないの…?昨日みたいに中に出して!」朝起きると見覚えのない可愛い女子がボクのチ○ポをおねだり!（6月19日、Hunter）
- 高身長女子vsおじさんチ●ポ 長い脚とねっとり舌技で中年ザーメン絞り取るよ〜 森日向子（6月26日、シャーク）
- 文京区にある女教師が通う整体セラピー治療院29（7月1日、変態紳士倶楽部）
- ホテルの予約ミスで相部屋になった女上司とチェックアウトまでめちゃくちゃ中出し交尾した一部始終（7月1日、変態紳士倶楽部）
- 挑発パンチラ 絶対誘惑ハーレムオフィス（7月1日、MARRION）
- ハイレグ女戦闘員レッグス（7月9日、GIGA）
- 股がユルいってレベルじゃねーぞ!新卒OLは勤務中SEX当たり前ｗ 24時間所構わずパコリまくる色キチあたおか露出動画を刮目せよッ!森日向子（7月16日、ゲッツ!!）
- へそについてしまうほどの急角度の勃起ち○ぽを直角に固定されトルネードの手こきでシゴかれ続ける（7月19日、アロマ企画）
- アソコに直穿きスポウェア女子 レッツ発情エクササイズ! キモチくてお汁が染みてきちゃう…（7月24日、オイスター海運）
- 森日向子はスレンダーな美脚でハケン社員のやる気と下半身を奮い立たせる（7月25日、アロマ企画）
- ローター挿れっぱなしピストンで痙攣イキが止まらない姉に何度も中出し！毎晩ローターオナニーが日課の姉！その様子を観察していたボクは、眠る姉にこっそりローター挿入!…（8月7日、Hunter）
- ミニスカJ○痴漢 短いスカートをめくってバックから犯りまくれ!（8月12日、ナチュラルハイ）
- 美顔精飲 仕事が休みの火曜日、露出デートで中出しと精子を飲みまくった記録（8月12日、SUN）
- 【完全主観】同じ職場の憧れの受付嬢とヤリたい放題性交 Vol.004（8月13日、BAZOOKA）
- 女子大生6人、男は僕1人だけのハーレム温泉旅行!7P大乱交in露天風呂でイキまくった後も、性欲旺盛なJD達のセックス要求は留まらず!各々の部屋に僕を連れ込み、朝までヤったりヤられたりの全エロ行為詰め込みSP!（8月13日、赤面女子）
- 女子●生図鑑 青い制服編（8月13日、赤面女子）
- おま●この形状まるわかり!薄いパンツの上からマン汁ぬるぬる透けオナニー6（8月19日、かぐや姫Pt/妄想族）
- 彼氏にデートドタキャンされたヤケクソギャルお持ち帰りしたら…「もうあんな奴忘れてやる!」朝まで腰振りまくりラッキー中出しセックス ひな（8月25日、ナンパJAPAN）
- 海の家ビアガーデン痴漢（8月26日、ナチュラルハイ）
- こんな野外で?!顔射後も止めない突然の笑顔しゃぶりで連続2回おねだり女子○生7（8月26日、ナチュラルハイ）
- 泥酔ヤリマンOL便所盗撮（9月10日、ゲッツ!!）
- 熱海温泉で見つけた素人女子大生さん!タオル一枚童貞君と男湯に入ってみませんか?興奮で勃起が収まらない悩めるち○ぽを優しく洗っておま○こちゃん2人でハーレム筆おろしSPECIAL!（9月10日、赤面女子）
- 素人娘の全裸図鑑19 今時の女の子11名が恥らいながら脱衣していく様子をじっくり撮影した、変態紳士のためのヘアヌードコレクション（9月14日、かぐや姫Pt/妄想族）
- おパンツ見せるだけの簡単なお仕事（9月14日、アロマ企画）
- ボクの布団に朝帰りしたヤンキー義妹がもぐりこんできて…5（9月14日、Z-MEN）
- マッサージで勃起した先っぽにアソコを押し当てて布越し2cm挿入で誘惑する確信犯エステティシャンPART3（9月21日、MOODYZ）
- 『AV女優、粘着質カメラと旅に出る。』30時間、音を上げるまで撮られ続ける密着旅行。これはもはや、ドキュメント拷問だ!（9月21日、ドグマ）
- 「制服・下着・全裸」でおもてなし またがりオマ○コ航空14 中出し騎乗位便（9月23日、SODクリエイト）
- 【流出映像】 女子○生 部活合宿セックス5 和姦・夜這い・襲われ3P・風呂・着替え盗撮…他わいせつ動画多数（9月25日、ビッグモーカル）
- M男クンのアパートの鍵、貸します。 森日向子（10月1日、ワープエンタテインメント）[35]
- 泥酔媚薬キメセク露出 森日向子（10月5日、山と空/妄想族）
- キャンプ場でリモバイを入れられホットパンツから滴るほど失禁イキしてしまう美脚ギャル（10月7日、ナチュラルハイ）
- コスフェチ02 フォンテーヌ 森日向子（10月8日、GIGA）
- 優等生J●は全裸露出がお好き「誰かにバレたらどうしよう!?」と、放課後にセルフ露出するJ●。その一部始終を目撃してしまった僕は…vol.5（10月8日、ゲッツ!!）
- 人妻ナンパ中出しイカセ35 青山編（10月8日、ホットエンターテイメント）
- 階段パンチラで誘惑!?先輩に勃起をいじられまさかのその場で生パコり（10月15日、プレステージ）
- 10分で2度抜き手こきサロン4（10月19日、アロマ企画）
- 「ナマでセックスしよーよ💗」ちょいギャルリマと日向子が精子ヌキヌキしまくる中出し逆3Pハーレム💗 新井リマ 森日向子（10月21日、KMHR）
- W逆バニー痴女と逆3P中出しハーレムSEX 木下ひまり 森日向子（11月2日、MOODYZ）[36]
- 絶対にヤラせてくれない超真面目な彼女が修学旅行で同じ旅館に泊まってたウェーイwww系ヤリサー集団の餌食になった 森日向子（11月2日、かぐや姫Pt/妄想族）
- 妊娠ネトラセ! かけがえのない愛妻を説得、そして…最低の男に孕まされるまで貸し出したマニアの記録! ありえないほど美貌の若妻さん編（11月9日、新セカイ/妄想族）
- 【個撮】どこでもフェラ5 11人（11月16日、かぐや姫Pt/妄想族）
- 部屋連れ込み隠し撮りSEX そのまま勝手にAV発売 2（11月19日、プレステージ）
- 【童貞君を探し出して筆おろしセックス出来たら100万円!?】親友の素人娘2人が童貞求めてはじめての逆ナンパ!!SNS、マッチングアプリもフル活用!!見つけ出した童貞ち●ぽを奪い合うハーレム筆おろし!生中しすぎてキンタマ枯渇!!（11月26日、赤面女子）
- 可愛い洋服だから脱ぎません 着衣のままパンティずらしてチ○ポを挿入(インサート)! 癒しの森ガール編（12月14日、アロマ企画）
- 「私だけがキミだけを気持ちよ〜く舐めシゴける」愛ベロで精子も体液も爆ヌキする特化型舐めホリック 森日向子（12月14日、million）
- 親戚のエロガキにスカートもぐりクンニされ夫がいる至近距離でイってしまった叔母さんは挿入も拒めない4（12月23日、ナチュラルハイ）
- ボクを狂わす女子交生J○なまハメジャンクション。（12月24日、赤面女子）
- 【個撮】 フェラなら撮らしてくれた! あ～んぐり口内射精10人（12月28日、HALENTINO/妄想族）

- あざとかわいい友達の彼女がち○ぽ人生負け続けの僕を全肯定してくれたおかげで勃起力が120％になり性欲を抑えられず朝まで絶倫中出しSEXをしてしまった…。 森日向子（1月4日、ルナティックス）
- 夫に変態願望を隠す清楚妻 ごっくん好きだけど言えないんです…（1月7日、プレステージ）
- このメス女…只今発情真っ盛り!? 森日向子としてみませんか?（1月11日、クリスタル映像）[37]
- コスプレ企画と偽り、即ハメ即尺SEX 森日向子（1月16日、マキシング）
- 大乱交合コン開催!陽キャ美少女ビッチvsイケメン!本能のまま、家中で精子とマン汁果てるまで生パコしまくり!学内でも屈指の一軍JD2人組!（1月28日、赤面女子）

- 森日向子の凄テクを我慢できれば生★中出しSEX!（4月4日、ワンズファクトリー）
- どこでもおしっこ! 素人娘の大放尿30人 スロー再生でじっくり鑑賞できるマニア向け映像 7（4月4日、かぐや姫Pt/妄想族）
- オナサポ!! 女子○生 着衣で全裸で挑発的ダンス 4（5月16日、かぐや姫Pt/妄想族）
- 不倫が文化とかまじファック! W小悪魔ハーレム中出し そんなのうちらが許さねぇ。友達の浮気男のポコチンこねくってザーメン爆ヌキして、2度と悪さできないようにして金玉空っパコにしてやるからな! 松本いちか 森日向子（8月15日、MOODYZ）
- 「学園祭の前日に…」W小悪魔女子●生が学校内を搾精イタズラ夜回りするM男クン探しの前夜祭♡ 松本いちか 森日向子（8月24日、Materiall）

- 素人娘の全裸図鑑 33 今時の女の子12名が恥らいながら脱衣していく様子をじっくり撮影した、変態紳士のためのヘアヌードコレクション（1月23日、かぐや姫Pt/妄想族）
- MOODYZファン感謝祭 バコバコバスツアー2024 AV男優発掘＆育成スペシャル!! AV男優を目指す素人16名とAV女優16名の1泊2日大乱交ツアー!（4月2日、MOODYZ）
- ノーハンドフェラは奴隷の証! 11 手を使わずにフェラチオする11人の素人娘（4月9日、かぐや姫Pt/妄想族）
- おま●この形状まるわかり! 薄いパンツの上からマン汁ぬるぬる透けオナニー 11（5月21日、かぐや姫Pt/妄想族）
- セクハラママさんバレー! 8 ハイレグブルマ姿の人妻9人が挑む過酷なエロトレーニング（5月28日、かぐや姫Pt/妄想族）
- どこでもおしっこ! 素人娘の大放尿28人 スロー再生でじっくり鑑賞できるマニア向け映像 9（6月4日、かぐや姫Pt/妄想族）
- イカサレっ! お天気ニュース「ON AIR 中は絶対に、表情を崩さない」報道局アナウンサー×お天気キャスターイキ我慢SP ニュース番組アナウンス中に平然イキ編（11月25日、SHIGEKI）

- セクハラママさんバレー! 11 ハイレグブルマ姿の人妻10人が挑む過酷なエロトレーニング（1月14日、かぐや姫Pt/妄想族）
- おま●この形状まるわかり! 薄いパンツの上からマン汁ぬるぬる透けオナニー 14（2月11日、かぐや姫Pt/妄想族）
- Red Dragonからアフターお持ち帰り。ガチ恋枕営業！本性剥き出し、時間も気にせず、やっぱりといった底なしの性欲で何度もヤリまくり！（3月14日、TAG/ゴールド）
- 「社員の皆さん、ヌキの時間ですよ」 業務効率上げる足コキマネジメントで痴女る美脚秘書のキンタマ搾汁スケジュール生ハメ管理20発（3月18日、MOODYZ）
- MOODYZ専属決定！きれいなお姉さんの顔にたっぷり顔射3本番（4月15日、MOODYZ）[38]
- ど田舎で5年振りの再会。実家戻りの日向子さんと美顔見つめ誘惑ベロキス中出しに溺れた僕。（5月20日、MOODYZ）
- 美脚長身ニーハイのスキマからぷりぷり美マンでくっぱぁおもてなし中出し風俗タワー（6月17日、MOODYZ）
- 上品なお顔とお口で下品に唾液ダラダラ絡ませ舐めつくす 絶対的カメラ目線フェラチオ10射精（7月15日、MOODYZ）

配信特化・先行型
- ひなこ 19歳Aカップ（8月19日、#ぬるパコ!）
- スタイル抜群!お胸は控えめAカップ♪大好きなおじさんの為に手作りランチを持参する、健気で愛らしい世話焼きJ○はM属性持ち!スパンキング、首絞めプレイ、ちょっぴり恥ずかしい言葉にオ○ンコをきゅんきゅんさせちゃう、性欲いっぱいなJ○とイチャラブSEX!【ひなこちゃん(彼女)とおじさん(彼氏)の特別な一日】（11月1日、しろうとまんまん）
- アキ/18歳/通行人のすぐ隣でバイブイキするJ○（11月2日、しろうとまんまん）
- 【超美顔JD×泥酔豹変×中出しぶっかけ】色白スレンダーな曲線美BODY!お酒で豹変!飲めば飲むほどエロくなる!感度も抜群!泥酔潮吹き大連発!ワイン風呂で更に酔わせてエロ度MAX! ベロチュウしながらの互いに性器を擦り付け合うイチャイチャSEX!若さ溢れるカラダに中出しぶっかけをたっぷりお見舞い!!＜エロい娘限定ヤリマン数珠つなぎ!!〜あなたよりエロい女性を紹介してください〜73発目＞（11月7日、PRESTIGE PREMIUM）
- なーこ 顔面が偉すぎる!!!19歳ラストティーン。絶対的美少女に…（11月12日、MOON FORCE）
- #きゅんです 002/さえこ/19歳/大学生（11月12日、DOC）
- 【先生とハメ撮り】顔ヨシ性格ヨシ完全無欠J●が大好きな先生とイチャラブお家エッチ（11月24日、しろうとまんまん）
- ひなぴー ちっぱいオルチャン系J○のひなぴーと、放課後デート。（11月27日、こすれす。）
- 【キュン死確定】【キュンデレ】【観たら絶対好きになる】【ビクビク敏感スレンダー】キュンキュン注意報発令!このギャルに落とせない男はいるの?? 否!いる訳がない!だってめちゃくちゃ可愛いんだもの!しろうとちゃん。♯003（12月25日、しろうとちゃん。）
- 新星モグラ女子!金メダル級!驚異の騎乗位M字開脚で注目度上昇!!スタイル抜群のスレンダー美女は愛撫でパンティにスケベ染みがしっとり敏感マ○コ!キスで恥ずかしがる照れ顔が絶対的に可愛い!最強説!絶頂のアヘ顔を大都会新宿に晒す!「イっちゃいそう?中に出していいよ」って中出しを快諾!【いっしょに飲もーよ#マッチングアプリでまいっちんぐ#09】新宿西口編 ひなこちゃん(20歳/インストラクター)の巻（12月28日、FALENO TUBE）

- 【高身長精子好きGAL×中出し4連発】謹賀新年!あけましておめでとうございます、今年もGAL推しのJacksonでございます!令和3年のトップバッターは高身長!スレンダラス!精子好き!足ピーン痙攣絶頂すかさずドカーン!中出しおまけにドカーン!も一つおまけにドカーン!!最後はGALしか勝たーん!!【ギャルしべ長者42人目なこ】（1月2日、Jackson）
- 【車内で即ヌキWフェラ】映え美少女しか勝たん!!ド級の美少女インフルエンサーひなこす降臨!!チ●コを両手にヌキ×2昇天Wピース!神尻揉みしだき"バエる"潮噴射!スケベ衣装を身にまとい中出し連続セックスでバズれッwww【NO.1ひなこす】（1月5日、SUKEKIYO）
- いずみ ポニテ似合いすぎ黒スト破り放尿女学生（1月7日、ION ミルキー倶楽部）
- 令和No.1キャバ嬢降臨!!今どき接客のナマイキ美少女をズブリと生チン挿入すれば…!!スレンダー美ボディ震わせ反らしてケイレン連続昇天!!すっかりメス顔になるギャップ喚起のえちえち性交記録映像!!/AV男優の電話帳/No.57（1月15日、PRESTIGE PREMIUM）
- 【Ni●iu9人分の可愛いさ】イ○スタにエロい自撮りを載せる、K-POP女子をSNSナンパ!!この女、全身クリトリス!!!顔面偏差値MAXのオルチャン女子がひたすら痙攣してイキまくる!!!敏感度MAXにつき、抜きどころの撮れ高が異常です!!!【イ○スタやりたガール。其の拾弐】（1月24日、Jackson）
- 愛(20) 濡れやすいドM美女を（2月3日、ION イイ女を寝取りたい）
- ひかる 国宝級ちっぱい美少女♥劇イキ痙攣ハメ撮り♥（2月11日、やり狂う!スケベなセフレ達）
- 【初撮り】【坂道系美少女】【艶美な小悪魔奉仕】アイドル級の美顔にモデル並のスタイルを併せ持つパーフェクト専門学生。おまけに感度まで最高で、激しく奥まで貫かれると狂ったように何度も何度も… ネットでAV応募→AV体験撮影 1464（2月13日、シロウトTV）
- 大人びたスレンダー大学生の美しき顔を汚す 790 HINA（2月19日、Perfect-G）
- 脱ぐほど卑猥な清楚娘のSEX／Hinako（2月19日、S-Cute）
- ひなこさん 今時JDと簡単に会える超優良出会い系サイトで見つけた激カワ現役女子大生とナマ交尾!（2月28日、俺の素人）
- HINA(26) 甘えたな敏感ボディ　セフレちゃん（3月3日、素人ホイホイ）
- 配達先でセフレを調達するオルチャン宅配ちゃんをゲット!黒ストが映える長身美脚でスニーカー扱き!自己主張の強い乳首をこねくり回しおかわりセックスでエビ反る全身性感帯娘！【宅配ちゃん。2件目】（3月12日、ナンパdeハメハメ）
- 百戦錬磨のナンパ師のヤリ部屋で、連れ込みSEX隠し撮り 194 「脱衣」を賭けたカードゲーム中に先輩が寝ちゃった…取り残されたキャミ姿の先輩のオンナと僕。この誘惑に耐えきれず恐る恐る手を出すと、先輩のオンナもやる気満々wオンナの喘ぎ声とイヤらしいパコパコ音が響き渡る先輩の部屋で、先輩のオンナを腰をガクガク震わしてイカセてしまった僕(汗)（3月14日、ナンパTV）
- ひなこ 超敏感な極上レイヤー（3月23日、%OFF）
- N区 M子ちゃん #盗撮 #催眠○（3月25日、素人ムクムク）
- 【パパ活潜入・えちかちゃん編】恋するフェラ顔☆めっかわ19歳アパレル店員は顔面レベル激高で敏感スレンダラスBODY!卑猥ランジェリーに着替えて痙攣ガックガク大絶頂!フェチも唸るすんごい美脚のドエロ未成年に中出し2連発!!（3月27日、まんまんランド）
- 美人で攻め好きな長身美女とSEX／Hinako（4月1日、S-Cute）
- 神スタイルのキュン確オルチャン美少女!!長身のスレンダー美ボディはなんとビンカン体質!!夢に向かう前にオジチンに向かうエチエチマインドも最高!!立ちバックで映える美脚!!バックで激ピスすれば震える美尻!!びくびく美乳&美乳首の最高美少女と最高のP活体験をお届け!!/パパ活成敗/二十二人目（4月2日、プレステージ）
- キスが上手いお姉さんのフェラチオ／Hinako（4月13日、S-Cute）
- ひなこ 神造形美スレンダー 連続絶頂生中＋口内2発射（4月17日、わいわしろうと）
- マジ軟派、初撮。 1622 秋葉原で大量のオナホをぶちまけてみた!拾ってくれたのは顔も体型もモデル顔負けの超絶美少女!2次元好き故にご無沙汰なSEXでイキまくってしまう!!（4月17日、ナンパTV）
- 長身ツインテ美人と中出しハメ撮りSEX／Hinako（5月4日、S-Cute）
- 【サラブレッド美少女】20歳【馬肉屋の看板娘】ひなこちゃん参上!大学に通いながら馬肉屋でバイトをしている彼女の応募理由は『人にエッチを見られたくて…』驚きの性癖!【馬並のデカチン希望】激しいエッチが大好きな【じゃじゃ馬娘】グラインド騎乗位は必見!【百万馬力ピストン】立ち馬ックで鞭打たれイキよがる絶頂SEX絶対に見逃すな!（5月4日、ARA）
- キュン●&ヌキ過ぎ注意報緊急発令!!ガチで美しすぎる美少女のキュン確映像!!こんな美女なのにどうしてこんなにカワイイのだ!!高身長のモデル級二十歳のバースデーハメ撮りで初のみ&初連NNの記念どちゃシコリティ記録映像!! /ラブホドキュメンタリー休憩2時間/105（5月7日、プレステージ）
- 超特級キュンかわ長身美女が登場!!まじでまじでまじで!!羨ましすぎるガチのガチで美しすぎる美少女!!しかもSEXエンジョイガチ勢で攻めるし、ディフェンス激ヨワ敏感体質というまさにSEXの器!?キュン死&シコりすぎ注意報発令宣言!!! /AV男優の電話帳/No.71（5月11日、プレステージ）
- 間違いない美少女ゲット!!美脚の奥でずっとパンチラしてるフレンドリーなアパレル店員!美しいケツ見て我慢汁が止まらねぇ!!腰ガクガクの超敏感キツマ●コに中出しおねだりされちゃって!!最後に「次は休みの日に会いません…?」ってリピート逆指名キター!!:今日、会社サボりませんか?34in渋谷（5月31日、プレステージ）
- 【顔・しぐさ・体型…全てがエロ可愛い】ルックス超アイドル級な馬肉屋アルバイト女子を彼女としてレンタル!口説き落として本来禁止のエロ行為までヤリまくった一部始終を完全REC!!横浜中華街デートを楽しんだあとは、ホテルで濃厚恋人セックス!!小悪魔的な可愛いさに翻弄されっぱなし!チ○コも勃ちっぱなし!!イキ過ぎちゃう色白スレンダーボディが最高にエロい!!!【ガチ惚れ確定】（6月6日、プレステージ）
- ひなこ 美人で変態 ひなこちゃん 危険日に?無責任中出し（6月13日、新世代女子）
- ひなこ 痴漢プレイで性欲全開（6月14日、高揚）
- ヒナコ 絶対バレちゃダメなのにスイッチ入って即雌堕ち（6月18日、えちえち素人）
- ラグジュTV 1422 男性なら誰もが見惚れる!長身美顔の現役院生モデルが再び出演！男を虜にする小悪魔テクニックと野性的快感を味わう美しすぎる立ちバックは必見!（6月25日、プレステージ）
- ちっちゃくてもできるもん!!超気持ちイイッ!ちっぱいズリ! 2（7月15日、プレステージ）
- ひなこ 顔面ハイスペJD（7月23日、#素人裏アカウント ちょっぴり激しいの好き）
- AV男優しみけんのチントレ増大テクニックを余すことなく収録した短小でも粗チンでもイカせられるセックス!＜観れば必ず＞大きくなる!!（7月30日、プレステージ）
- えま 初めての男優SEX（8月16日、今ドキ女子の性事情）
- 【スラッと美脚→上下W挿入】HINAちゃん★顔面圧勝なKAWAII系いちゃキャバ嬢HINAちゃんとイチャラブからのハードプレイ!ドMで敏感なスレンダーBODYがデカチン&数多の玩具でイカされまくる濃密6射精SEX!【YORU★like.8】（8月18日、プレステージ）
- ヒナコ エロフラグ、ギン立ちしました!!（10月15日、素人CLOVER）
- 【無許可で中出し】顔が良いってだけでイージーに生きてきた神ルックス事務員の在宅勤務を性的に妨害して嫌がらせした挙句、つきまとい中出しという鬼畜の所業で美人に生まれて来たことを後悔させました。（10月20日、プレステージ）
- 【ハロウィン中出し連発SPパーリー】【生ハメ4連発】【圧倒的優and勝】【鬼カワ鬼スタイル】【暴走連続絶頂】【フェラ顔選手権No.1】ハッピーハロウィン!ハッピーギャル!ハッピー神回!息継ぎ無しの連続絶頂!絶頂JAC POT!絶頂RUSH!もう誰も止められない!からの止まらない連続中出し!ザーメンタンクからっから!秋の精子収穫祭!今年のハロウィンも家でシコシコフォ〜〜!!ギャルすたグラム#029（10月29日、ギャルすたグラム）

### アダルトVR
- オルチャンメイクの美少女はちっぱいだけど乳首が感じやすい敏感体質!K-POP尻振り騎乗位でイキまくり! 森日向子（10月1日、SODVR）
- 【追跡視点】ランドリーで見つけた女子大生 自宅へ押し入り強姦 ユルユル部屋着、ブラ紐、生足、油断しすぎ。…ダメだ…どうしてもあの娘を妊娠させたい…。（10月15日、SODVR）
- 後輩OLに持ち帰られた僕。会社で人気の美人OLから誘惑され朝まで何回も搾り取られ金玉カラカラになるまで帰れない 日向子（10月26日、unfinished VR）
- 『刺激』と『焦らし』がいつまでも続く執着プレイ 発情の連鎖を止められない絶頂管理性交 森日向子（10月29日、KMPVR-彩-）
- ラブホなう。森日向子。（11月20日、CASANOVA）
- 性欲ムンムンの敏感ちっぱいにたっぷりオイル責め授業 森日向子（11月26日、KMPVR-bibi-）
- 睡眠姉姦 敏感Aカップスレンダー美女 起きても構わず貪りつくす!（12月25日、ブイワンVR）

- 至高のオーラルセックス!唾液口移し&顔舐めVR（1月26日、KMPVR）
- 清純彼女はド変態ド痴女!? 隠し続けてきた本性が今…解放される!「今日もいっぱい何度も何度も精してね」（2月5日、TEPPAN VR）
- モデル級美女降臨!小悪魔な瞳で見つめられたら即イキ確定!顔だけで抜ける美しい高身長の美脚美女との焦らし絶頂快感SEX! 森日向子（2月10日、P-BOX VR）
- 3DVR 本サロレストラン10 森日向子（2月24日、FS.KnightsVisual）
- 美白肌!スレンダー美脚!敏感Aカップ!天然マン毛!マッチングアプリで知り合ったモデル体型美女ひなこ(20)との痙攣が伝わるほどの生々しいハメ撮りVR（3月1日、kawaii*VR）
- 女の子のイキ顔を観察するVR（3月17日、KMPVR）
- イキ乱れオナニーVR（3月18日、KMPVR）
- 可愛いor美人でいうと可愛いなんだけどエッチが始まると潤んだ瞳がめちゃ色っぽい彼女とイチャイチャ朝性交【生ハメ】超接近するワキ/アナル/勃起乳首と密着対面座位と3発ツバ垂らし激ピス覆いかぶさり騎乗位と細腰がクネるバックと抱きしめ正常位【中出し】 森日向子（3月29日、アリスJAPAN VR）
- 美少女限定!舐めフェチ専門風俗ビル! 専門店ならではのピンポイント舐め特化プレイ各種4コース2時間舐められまくり!（4月1日、SODVR）
- まんぐり系オナニーVR@Tバック（4月2日、KMPVR）
- 超全身舐め究極ハーレムVR 足の指から顔面まで全身同時舐め回し!唾垂らしキスまみれ両耳舐めASMRで脳までとろける天国イキ!最後は天井特化6回転連続SEX!!（4月22日、SODVR）
- 最悪ナースたちの射精管理病棟（5月20日、unfinished VR）
- アプリで生配信中の彼女が全視聴者に晒したアヘ顔Wピース 森日向子（6月13日、KMPVR=bibi=）
- 天井特化アングルVR ED治療のスペシャリスト セックスカウンセラー 森日向子（6月26日、KMPVR）
- 「バレたら即クビですね」ド変態就活生が面接中におマ〇コちら見せ誘惑!（6月28日、SODVR）
- 見つめてシャブってホネぬきにするナマ大好き最高彼女 森日向子（7月14日、KMPVR）
- 特化VR 〜イキ我慢顔・イキ顔〜（7月21日、KMPVR）
- 顔面直浴び特化!!女汁まみれVR 女の子の潮、唾、尿を顔面に直接浴びせられ罵倒されているのにビンビンに勃起している僕の変態チ○ポを責められまくり何度も射精させられる!（7月22日、SODVR）
- 超ラブホなう。（7月23日、CASANOVA）
- 心の臓まで鷲掴みにされるほど愛くるしい新人メイドオナクラ嬢と理性トロトロ性交 森日向子（7月23日、KMPVR）
- 特化VR 〜顔舐め〜（7月26日、KMPVR）
- キメセク調教! アイドル級美少女いいなり中出し媚薬○交 森日向子（8月13日、KMPVR）
- アヘ顔WピースVR（8月18日、KMPVR）
- 完全着衣ザーメンぶっかけ（9月3日、プリモ@VR）
- ムレ染みパンティ顔圧迫特化（9月16日、プリモ@VR）
- ベロ見せつけVR（10月2日、KMPVR）
- 何も考えず…とろけキスがしたい。絶妙な誘惑キョリで焦らしに焦らされ、妹と甘々なベロチュウをしてしまったボク 森日向子（10月7日、KMPVR-彩-）
- 怒られると勃起しちゃう引きこもりの変態アニキをなじってイカす年の離れた妹の串刺しスパイダー騎乗位 森日向子（11月12日、ワープエンタテインメント）
- 絶対にクセになる…過激フェチズム 教え子たちのぷるぷる美脚に何度も何度も射精してしまったチョロい僕。（11月26日、KMPVR-彩-）
- リピート率No.1を絶対確定させる神業SHAKE華奢な美しい手に翻弄される祝福の時 ハンドフェチ倶楽部 森日向子（12月11日、KMPVR-bibi-）
- Heaven or Hell W超ハーレム 百永さりな 森日向子（12月27日、KMPVR）
- 妹のギャル友達に僕の部屋が占領されている件 ひまり・かすみ・りりあ・日向子（12月31日、TMAVR）

- 美しい顔を常に近くで見続けられる! 顔面ゼロ距離限界特化VR 日向子（1月6日、unfinished）

- 【VR】【8K】華麗奔放すぎる帰国’痴女’とPtoMサンバカーニバル ～踊れ！しゃぶれ！腰を振れ！～ 森日向子（2月6日、SODクリエイト）

### イメージビデオ
- ミス○教大学でモデル衝撃のデビュー/朝比奈えみり（2021年1月29日、スパイスビジュアル）
- 雨のち晴れの空の青/森日向子（4月23日、Superlative）

### 写真集
書籍版
- 森日向子写真集「僕のわがまま」（2021年4月27日、ジーウォーク、撮影:吉場正和）

デジタル版
- アダルト写真集「もうこうなったらスレンダー美女しか勝たん!」（2021年3月5日、ブイワンVR）
- アダルト写真集「アイドル級美少女2名 メス堕ち覚醒セックス」（2021年4月1日、BB動画）
- アダルト写真集「FLOWER 森日向子 vol.1 - vol.7」（2021年7月19日、ジーウォーク）
- ヘアーヌード写真集「夏 駆ける 空 Blue sky Blue. 森日向子」（2021年8月13日、プレステージ出版）
  - グラビア写真集「夏 駆ける 空 Summer of the youth 森日向子」（2021年8月13日、プレステージ出版）
- ヌードホーズ写真集「絶対的スーパーナチュラルポーズブック 森日向子」（2021年12月24日、プレステージ出版）[39][40]

## 出演

### インターネット
- YouTubeチャンネル「はだかいっかん!-Born of woman-」（2021年2月19・23日、YouTube） - ゲスト出演[41][42]
- 愛のハイエナ（2023年10月17日 - 31日、ABEMA）[43][44]
- ロンドンハーツ 究極恋愛シミュレーション ラブマゲドン（2024年9月23日[45]、TELASA）
- 鶴瓶&ナイナイのちょっとあぶないお正月2025（2025年1月1日、ABEMA）- 風船爆破美女役[46]

### 映画
- みゆきの結婚（2024年12月7日、オーピー映画）- みゆき 役[47]

### ライブ
- 月で逢いましょう vol.71 ニューカマースペシャル「日向唄」（2023年5月11日、東京・三軒茶屋グレープフルーツムーン）- 日向陽葵とのツーマンライブ[13]
- 月で逢いましょう vol.105（2024年10月9日、東京・三軒茶屋グレープフルーツムーン）- 三宮つばきとのツーマンライブ[24]